# Efferia fulvibarbis
Efferia fulvibarbis este o specie de muște din genul Efferia, familia Asilidae. A fost descrisă pentru prima dată de Macquart în anul 1848.
Este endemică în Haiti. Conform Catalogue of Life specia Efferia fulvibarbis nu are subspecii cunoscute.